# IC 1660
IC 1660 ist ein offener Sternhaufen im Sternbild Tukan. Das Objekt wurde am 27. November 1900 von DeLisle Stewart entdeckt.